# José Pio Borges de Castro Filho
José Pio Borges de Castro Filho (Rio de Janeiro, 31 de janeiro de 1948) é um engenheiro mecânico brasileiro. Foi presidente do Banco Nacional de Desenvolvimento Econômico (BNDES) entre os anos de 1998 e 1999.

## Biografia

### Formação acadêmica
Nascido na cidade do Rio de Janeiro, Castro Filho formou-se no curso de engenharia mecânica oferecido pela Pontifícia Universidade Católica do Rio de Janeiro (PUC-Rio) no ano de 1971. Após a conclusão do curso, realizou mestrado em finanças pela mesma instituição.
Na década de 1980, mudou-se para Nova Iorque para estudar na The New School.

### Vida profissional
Foi analista financeiro da IBM do Brasil entre os anos de 1974 a 1975. No ano de 1990, assumiu a vice-presidência do Banco Nacional de Desenvolvimento Econômico e Social (BNDES), na gestão de Eduardo Modiano, no governo do Presidente Fernando Collor de Mello (PRN). Foi um dos principais articulistas do planos nacionais de privatizações como as das empresas Companhia Petroquímica do Sul (Copesul) e da Usinas Siderúrgicas de Minas Gerais S.A. (Usiminas).
Voltou a atuar como vice-presidente do BNDES, na gestão de Luiz Carlos Mendonça de Barros que foi presidente da instituição entre os anos de 1995 a 1998. Após a saída de André Lara Resende, em novembro de 1998, devido ao escândalo do grampo do BNDES, Castro Filho assumiu a presidência do banco, cargo que ocupou até o ano de 2000 durante a presidência de Fernando Henrique Cardoso (PSDB).
Após a saída da presidência do BNDES, foi trabalhar no setor privado sendo diretor do Banco Liberal S.A. de 1999 e 2002, e do Bank of América, entre 1999 e 2001. Participou do conselho de administração da Companhia Vale do Rio Doce (Valepar S.A.).

## Denúncias

### Favorecimentos decorrentes das privatizações
Em 2007, foi denunciado por possíveis favorecimentos e faltas de tecnicidade, após um laudo do Ministério Publico Federal (MPF), durante os processos de privatização no Brasil ocorridos na década de 1990. No ano de 2010, o juiz do Tribunal Regional Federal da 1ª região (TRF-1), Fernando Tourinho Neto, absolveu Castro Filho das denúncias.
Em 2021, uma nova absolvição foi concedida para Castro Filho em relação à possíveis desvios durante a privatização da Eletropaulo. Na decisão do juiz federal Tiago Bitencourt de David, da 10ª Vara Federal Cível de São Paulo, não reconheceu chances de improbidades no nome de Castro.